# خاویر ولایوس
خاویر ولایوس (انگلیسی: Javier Velayos؛ زادهٔ ۶ آوریل ۱۹۸۷) بازیکن فوتبال اهل اسپانیا است.
از باشگاه‌هایی که در آن بازی کرده‌است می‌توان به باشگاه فوتبال رئال مادرید سی، باشگاه فوتبال رئال مادرید، باشگاه فوتبال رئال مادرید کاستیا، آ.اس.آ ترگو مورش، و باشگاه فوتبال سی‌اف‌آر کلوژ اشاره کرد.